# Goliath contre les géants

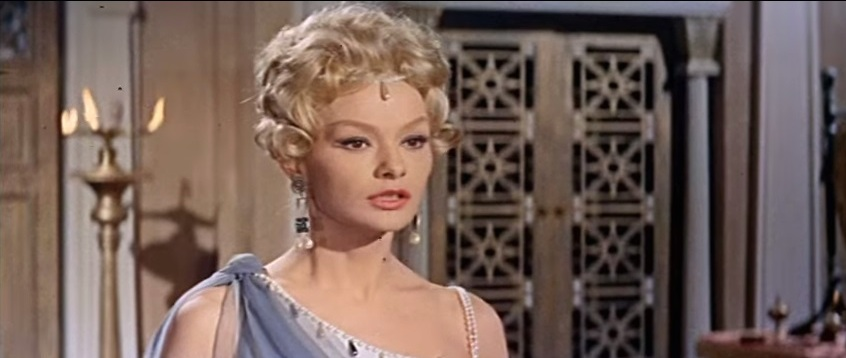
Gloria Milland interprétant la princesse Elea dans Goliath contre les géants

Goliath contre les géants (titre original : Goliath contro i giganti) est un film italo-espagnol réalisé par Guido Malatesta, sorti en 1961.

## Synopsis
Loin de Beirath sa patrie, Goliath poursuit une guerre interminable. Le jour de la victoire il apprend que Bokan le régent, qui a succédé provisoirement au roi Agraste, s’est proclamé lui-même roi de Beirath. Immédiatement Goliath prend le chemin du retour, mais mille obstacles naturels et surnaturels entravent son chemin : une tempête décime son équipage, un monstre met en pièces son vaisseau, enfin il est victime d’une femme, Elea, que Bokan a envoyée au-devant de son adversaire afin qu’elle l’empêche de regagner son pays…

## Fiche technique
- Titre : Goliath contre les géants
- Titre original : Goliath contro i giganti
- Réalisation : Guido Malatesta
- Sujet de : Cesare Seccia
- Scénario : Giovanni Simonelli , Cesare Seccia , Arpad De Riso , Sergio Sollima et Gianfranco Parolini
- Musique : Carlo Innocenzi
- Direction de la photographie : Alessandro Ulloa
- Maitre d’armes :  Nello Pazzafini
- Pays d’origine :  Italie,  Espagne
- Sociétés de production : Procusa (Madrid), Cineproduzioni Associati  (Rome
- Distributeur d'origine : Les films Fernand Rivers (France)
- Année de tournage : 1960
- Format : Eastmancolor , Cinémascope
- Genre : péplum
- Durée : 92 minutes
- Dates de sortie :
  - 14 mai 1961 en  Italie
  - 11 avril 1962 en  France
- Affiche : Constantin Belinsky (France)

## Distribution
- Brad Harris  (VF : Rene Arrieu ) : Goliath
- Fernando Rey  (VF : Gabriel Cattand) : Bokan
- Fernando Sancho  (VF : Michel Gatineau) : Namath
- Barbara Carroll  (VF : Joëlle Janin) : Daina l’amazone
- Gloria Milland  (VF : Jany Clair) : la princesse Elea
- Lina Rosales : Hippolite , la reine des amazones
- Carmen de Lirio : Diamira,Concubine de Bokan
- Jose Rubio : Briseo
- Nello Pazzafini : Yagoran
- Ray Martino  (VF : Jacques Deschamps) : Nizan
- Gino Marturano : Almos
- Gianfranco Gasparri  (VF : Linette Lemercier) : Anteo
- Bruno Arie : un marin
- Aldo Pedinotti : un géant
- Rufino Ingles  (VF : Emile Duard) : Le grand prêtre
- Angel Ortiz : Pergas
- Ignazio Dolce : Officier
- Francisco Bernal : Le voleur
- Vincenzo Maggio : Beneo un marin
- Et avec les voix françaises de Lucien Bryonne : (Assar),René Beriard : (Messager),Jean Violette : (sicaire), Emile Duard : (conseiller de Bokan)